# Geronimo!
Geronimo! è un film western del 1962 diretto da Arnold Laven e interpretato, tra gli altri, da Chuck Connors nel ruolo di Geronimo. Il film narra gli eventi che portarono alla resa finale di Geronimo durante le guerre tra Apache e Stati Uniti nel 1886. 
Le riprese hanno avuto luogo nel Parco Nazionale Sierra de Órganos nella città di Sombrerete, in Messico.
Affianca il protagonista Chuck Connors l'attrice Kamala Devi che subito dopo le riprese del film diverrà sua moglie.

## Trama
Nel 1883, il celebre capo apache Geronimo e i suoi guerrieri si arrendono all'esercito degli Stati Uniti. Con un trattato, si impegnano a rimanere in futuro solo nella riserva indiana di San Carlos, che dovrebbe appartenere a loro; in cambio, gli Stati Uniti forniranno loro vestiario e cibo. Quando Geronimo scopre che il responsabile della riserva vuole violare il contratto e vendere la terra a un allevatore di bestiame, gli Apache fuggono dalla riserva e tornano in guerra contro i soldati.  
Dopo una lunga e estenuante lotta, la situazione sembra senza speranza per i ribelli. Hanno quasi esaurito cibo e munizioni e la loro posizione viene bombardata dall'esercito con un cannone. In quel momento, appare il senatore Conrad, inviato dal presidente, che propone un'offerta di pace, accettata da Geronimo.

## Controversie
Pur essendo ispirato a fatti reali, il film prende molte libertà storiche, enfatizzando l’azione e il dramma piuttosto che l’accuratezza. È uno dei primi western revisionisti che ha cercato di rappresentare i nativi americani sotto una luce nuova, non selvaggi assetati di sangue, ma come vittime che si limitano a difendere la loro terra e il loro stile di vita dagli intrusi bianchi. Tuttavia la trama del film scherma il suo messaggio offrendo una conclusione ottimistica che suggerisce che il capo guerriero sia infine riuscito a ottenere un trattamento equo per tutti i nativi americani. I fatti, ovviamente, sono ben diversi.
Inoltre la scelta della casa di produzione di far interpretare ad attori di origine europea i ruoli dei nativi americani ha suscitato critiche.